# س دبليو أر دي باندارانايكا
س دبليو أر دي باندارانايكا (بالتاميلية: எஸ். டபிள்யூ. ஆர். டி. பண்டாரநாயக்கா)‏ (و. 1899 – 1959 م) هو دبلوماسي، وسياسي، ومحام من سريلانكا ولد في كولمبو.

## التعليم
تعلم في كنيسة المسيح، أكسفورد.

## روابط خارجية
- س دبليو أر دي باندارانايكا على موقع الموسوعة البريطانية (الإنجليزية)
- س دبليو أر دي باندارانايكا على موقع مونزينجر (الألمانية)